# Leszek Aleksandrzak
Leszek Grzegorz Aleksandrzak (ur. 8 sierpnia 1958 w Opatówku) – polski polityk, samorządowiec, poseł na Sejm VI i VII kadencji.

## Życiorys
Z wykształcenia jest magistrem historii, w 1987 ukończył studia na Wydziale Filozoficzno-Historycznym Uniwersytetu Łódzkiego. Odbył podyplomowe studia w Państwowej Wyższej Szkole Zawodowej (organizacja i zarządzanie oświatą), ukończone w 2002.
W drugiej połowie lat 70. pracował jako nauczyciel, następnie był etatowym pracownikiem Związku Harcerstwa Polskiego. Od 1990 do 1998 pozostawał zatrudniony w przedsiębiorstwach budowlanych. Został również członkiem Ochotniczej Straży Pożarnej.
W 1977 wstąpił do Polskiej Zjednoczonej Partii Robotniczej. W latach 1981–1986 był I sekretarzem POP w komendzie hufca ZHP w Opatowie. Od 1981 do 1987 wchodził w skład egzekutywy komitetu gminnego PZPR w Opatówku. Od 1987 do 1990 był kierownikiem kancelarii I sekretarza komitetu wojewódzkiego PZPR w Kaliszu.
W latach 1998–2007 zasiadał w radzie powiatu kaliskiego, pełniąc przez dwie kadencje (od 1998 do 2006) funkcję starosty. W 2001 i 2005 bez powodzenia kandydował do Sejmu. W wyborach parlamentarnych w 2007 uzyskał mandat poselski z listy koalicji Lewica i Demokraci, otrzymując w okręgu kaliskim 16 508 głosów. W kwietniu 2008 został członkiem Klubu Poselskiego Lewica (we wrześniu 2010 przekształconego w KP SLD). W wyborach w 2011 z powodzeniem ubiegał się o reelekcję, dostał 9941 głosów. W 2014 bezskutecznie startował do Parlamentu Europejskiego, a w wyborach w 2015 nie został ponownie wybrany do Sejmu.
W latach 2011–2015 był wiceprzewodniczącym Sojuszu Lewicy Demokratycznej. Pełnił funkcję przewodniczącego struktur tej partii w województwie wielkopolskim, został też przewodniczącym powstałej na bazie SLD Nowej Lewicy w powiecie kaliskim. W wyborach samorządowych w 2018 bezskutecznie kandydował do sejmiku wielkopolskiego. Został wicedyrektorem spółki wodno-ściekowej Prosna działającej w Kaliszu i ościennych gminach. W 2023 wystartował do Sejmu z ramienia Nowej Lewicy. W 2024 bez powodzenia ubiegał się o urząd burmistrza Opatówka. W 2025 został wybrany na przewodniczącego rady seniorów powiatu kaliskiego.

## Odznaczenia
- Złoty Krzyż Zasługi (2002)[8]
- Złota Odznaka „Zasłużony dla Ochrony Przeciwpożarowej” (2011)[9]